# ألفة الشارني
ألفة الشارني (بالفرنسية: Olfa Charni) هي لاعبة رماية تونسية، متخصصة في مسدسات 25 متر، و10 متر هوائي في الفردي أو مع الفرق.

فازت بميداليتين ذهبيتين في دورة الألعاب العربية، و4 ميداليات ذهبية وواحدة فضية في بطولة أفريقيا للرماية.

## الميداليات
| العام      | المسابقة                    | المكان         | المركز     | حدث                     | ملاحظة     |
| ممثلا تونس | ممثلا تونس                  | ممثلا تونس     | ممثلا تونس | ممثلا تونس              | ممثلا تونس |
| ---------- | --------------------------- | -------------- | ---------- | ----------------------- | ---------- |
| 2011       | دورة الألعاب العربية        | الدوحة، قطر    | 1          | مسدس 25 متر             |            |
| 2011       | دورة الألعاب العربية        | الدوحة، قطر    | 1          | مسدس 10 متر هوائي       |            |
| 2011       | بطولة أفريقيا للرماية       | القاهرة، مصر   | 1          | مسدس 25 متر             |            |
| 2011       | بطولة أفريقيا للرماية       | القاهرة، مصر   | 1          | مسدس 10 متر هوائي       |            |
| 2013       | كأس العالم للبندقية والمسدس | ميونخ، ألمانيا | 17         | بندقية 10 متر هوائية    |            |
| 2014       | كأس العالم للبندقية والمسدس | ميونخ، ألمانيا | 65         | مسدس 10 متر هوائي       |            |
| 2015       | بطولة أفريقيا للرماية       | القاهرة، مصر   | 1          | مسدس 25 متر             |            |
| 2015       | بطولة أفريقيا للرماية       | القاهرة، مصر   | 1          | مسدس 25 متر للفرق       |            |
| 2015       | بطولة أفريقيا للرماية       | القاهرة، مصر   | 6          | مسدس 10 متر هوائي       |            |
| 2015       | بطولة أفريقيا للرماية       | القاهرة، مصر   | 2          | مسدس 10 متر هوائي للفرق |            |
| 2016       | كأس العالم للبندقية والمسدس | ميونخ، ألمانيا | 33         | مسدس 10 متر هوائي       |            |

## روابط خارجية
- ألفة الشارني على موقع الاتحاد الدولي (الإنجليزية)
- ألفة الشارني على موقع اللجنة الأولمبية الدولية (الإنجليزية)
- ألفة الشارني على موقع أوليمبيديا (الإنجليزية)